# Camilla Lundberg
Camilla Maria Lundberg, född 27 maj 1950 i Sofia församling i Stockholm, är en svensk musikkritiker och kulturjournalist. Hon skriver för bland annat Expressen och Dagens Nyheter. Hon har tidigare varit musikchef på Sveriges Television och deltar löpande i musikkulturprogrammen i Sveriges Radio och SVT. Från 2016 har hon drivit podcasten ”Klassiska podden” tillsammans med Carl Tofft.

## Biografi
Efter att ha studerat journalistik på högskolenivå 1970 var hon redaktör för den statliga stiftelsen Rikskonserters tidskrift Tonfallet 1970–1972 och därefter producent vid Musikradion 1973–1976. Hon blev programpresentatör för TV2 1975 och anställdes som  musikkritiker i Expressen 1977-1998. 
Hon blev styrelseledamot i Svenska Tonsättares Internationella Musikbyrå (STIM) 1982 och i Publicistklubben 1985. Vidare har hon varit medlem av Västra Sonatorkestern och Hägerstens Motettkör. 1987 gav hon ut antologierna Folkhemsprinsessorna och Nationalstaten och den postmoderna utmaningen. 2000 utkom "Musikens myter" som nominerades till Augustpriset.
Under 70-, 80- och 90-talen ledde Lundberg musikprogram i Sveriges Radio, främst i P2 där hon ledde Opp, amaryllis! hundratals gånger. 1999 anställdes hon på SVT Kultur som musikchef. Hon slutade 2015 efter programserien "Camillas klassiska".
Camilla Lundberg är operakritiker i Kulturnyheterna SVT och medverkar i panelen för "Musikrevyn" i  SR P2. Sedan 2015 skriver hon regelbundet musikkritik i DN. Hon har varit värd för "Sommar" i P1 fyra gånger, 1980, 1981, 1990 och 2001.
Hon har flera gånger deltagit i SVTs TV-program Kulturfrågan Kontrapunkt, senast 2024. Säsongen 2023 stod hon tillsammans med sina lagkamrater som segrare i tävlingen.

## Familj
Camilla Lundberg är dotter till civilingenjören Jan Olof Lundberg och gymnastikdirektören Gunilla, född Bergenström, samt dotterdotter till Torsten Bergenström. Hon är faster till radiojournalisten Vendela Lundberg.
Hon gifte sig 1987 med konsertpianisten Janos Solyom (1938–2017).

## Publikationer
- 1996 – Bonniers bok om Klassisk musik (med John Stanley)
- 1996 – Musikens vingar : en resa i klassisk musik (med Eva Ede)
- 2000 – Musikens myter (Wahlström & Widstrand)

## Priser och utmärkelser
- 2000 – Expressens Björn Nilsson-pris för god kulturjournalistik
- 2014 – Anders och Veronica Öhmans pris[4]
- 2018 - Medaljen för tonkonstens främjande "för sin betydande insats som musikkritiker och folkbildare inom främst västerländsk konstmusik."[5]
- 2022 - Årets kulturpris av Stiftelsen Renässans för humaniora